# Нурафшон
Нурафшон (тадж. Нурафшон) - селище міського типу в Согдійській області Таджикистану, входить в Ісфаринський район. 
Виникло 1909 року як селище при нафтопромислах САНТО (Середньоазійське нафтове товариське товариство). Після націоналізації отримав назву КІМ (Комуністичний інтернаціонал молоді). Статус селища міського типу із 1937 року. Постановою Маджлісі Міллі Маджлісі Олі Республіки Таджикистан № 305 від 29 березня 2012 року КІМ перейменовано на Нурафшон.

## Населення
| 1979 | 1989 | 2013 |
| ---- | ---- | ---- |
| 1637 | 2210 | 1600 |

| Таджикистан | Це незавершена стаття з географії Таджикистану. Ви можете допомогти проєкту, виправивши або дописавши її. |

1. ↑  https://web.archive.org/web/20221010195817/https://stat.tj/storage//1.01.2022.pdf